# Bruno Giordano
Bruno Giordano (* 13. srpna 1956 Řím) je bývalý italský fotbalista, hrající na postu útočníka.
Rodák z Trastevere je odchovancem římského Lazia, v roce 1976 s ním vyhrál mládežnickou soutěž Campionato Primavera a byl povolán do A-týmu, kde nahradil na hrotu útoku Giorgia Chinagliu. V sezóně 1978/79 se stal s devatenácti brankami králem střelců Serie A, v letech 1980 až 1982 měl zákaz činnosti kvůli účasti v sázkařské aféře Totonero. Po návratu se stal nejlepším střelcem Serie B 1982/83 a pomohl Laziu k návratu mezi elitu. V roce 1985 přestoupil do SSC Neapol, kde byl součástí útočného tria proslulého jako Ma-Gi-Ca (Diego Armando Maradona, Giordano, Careca). V Neapoli získal v roce 1987 italské double, v této sezóně byl i nejlepším střelcem Coppa Italia.
Hrál také malou kopanou za klub Torrino Sporting Club Calcio a 5.
Aktivní kariéru ukončil v roce 1992, stal se televizním komentátorem pro RAI a trenérem, v první lize vedl kluby AC Reggiana 1919 a FC Messina Peloro, od roku 2015 je hlavním koučem maďarského FC Tatabánya.
V reprezentaci debutoval 21. prosince 1978, odehrál třináct mezistátních zápasů, jediný gól vstřelil v přípravném zápase proti Řecku 5. října 1983 v Bari.